# Оленин Андрій Ігорович
Андрій Ігорович Оленин (нар. 5 грудня 1992, м. Тернопіль, Україна) — український актор розмовного жанру, кіноактор, актор театру, співак.

## Життєпис
Андрій Оленин народився 5 грудня 1992 року у місті Тернополі.
Закінчив Тернопільську музичну школу № 1 імені Василя Барвінського (з відзнакою, по класу народних інструментів), Тернопільську спеціалізовану школу № 5, театральний факультет Тернопільського національного педагогічного університету імені Володимира Гнатюка (2015, з відзнакою; 2017, магістр музичного мистецтва). Працює в Тернопільській обласній філармонії: артист розмовного жанру (2012—2016), від 2016 — соліст.
У грудні 2017 року Андрій був запрошений на святкування Католицького Різдва до Італії, де у місті Римі дав кілька концертів для української діаспори. А також у соборі Святого Петра у Ватикані виконував українські колядки, за що був нагороджений Папською грамотою «За популяризацію української культури в Італії».

## Ролі
Ролі Тернопільському драматичному театрі:
- Султан («Запорожець за Дунаєм» Семена Гулака-Артемовського),
- Потьомкін («Ніч перед Різдвом» Миколи Гоголя),
- Орловський («Кажан» Імре Кальмана),
- Фризер («Панна Францішка» Віктора Морозова)[2] та інші.

Знявся у чотирьох фільмах — «Політ золотої мушки» (2016), «Тільки диво» і «Аташе», короткометражці про життя.

## Відзнаки
- лавреат І ступеня II Всеукраїнського конкурсу акторів-вокалістів (2012, м. Запоріжжя)[3],
- лавреат І ступеня XXII Всеукраїнського відкритого конкурсу читців імені Т. Г. Шевченка (2013, м. Київ),
- Ґран-прі III-го Міжнародного фестивалю-конкурсу імені Джорджа Гершвіна (2017, м. Варшава, Польща)[4],
- Гран-прі у III Міжнародному проєкті-конкурсі «Тарас Шевченко єднає народи» (2018, м. Київ)[5],
- стипендія Президента України для молодих письменників і митців (2018)[6],
- дипломант III Міжнародного конкурсу вокалістів «Пам'яті Мусліма Магомаєва» (2020, м. Трускавець)[7],
- грамота Верховної Ради України (2021)[8].

## Родина
Одружений, дружина Марія Ярославівна Оленин (нар. м. Тернопіль) — українська артистка. Закінчила Київську консерваторію. Співає в академічному хорі Тернопільської обласної філармонії. Лавреатка гран-прі Всеукраїнського (онлайн) вокального конкурсу «Незабутня Квітка Цісик»-2021 (м. Львів).